# Thauria intermedia
Thauria intermedia är en fjärilsart som beskrevs av Crowley 1896. Thauria intermedia ingår i släktet Thauria och familjen praktfjärilar. Inga underarter finns listade i Catalogue of Life.